# Terremoto de Pereira de 1995
El  Terremoto de Pereira de 1995 fue un sismo que ocurrió el 8 de febrero de 1995 a las 13:40 hora local (18:40 UTC). En Pereira se generó pánico entre los habitantes, quienes salieron a la calle en busca de lugares despejados. Ocurrieron daños en algunas edificaciones. 
En los municipios chocoanos de  San José del Palmar y Sipi hubo daños mayores en algunas casas y edificios.
En Armenia algunas construcciones presentaron daños en la mampostería, el sismo se pudo sentir en  Bogotá y Popayán.
En total fueron 35 muertos y más de 250 heridos.